# DNB (ノルウェーの企業)
DNB ASA（ディーエヌビー、ノルウェー語: デェエヌベェ　名称変更前はDnB NOR ASA（ディーエヌビーノール））は、ノルウェーの最大の金融会社。DNBはリテール向けの商業銀行のほかに、投資銀行業務や、保険、資産運用業務も手掛ける。DNBグループは中核企業としてDNB Bank ASA、Vital Forsikring、Nordlandsbanken、Cresco、Postbanken、DnB NORD、Carlsonのブランド名で事業を展開する。DNBの本社はオスロにある。2011年11月にDnB NORからDNBに改称した。
DNBの株式はオスロ証券取引所に上場されており、OBX指数採用銘柄の一つになっているが、ノルウェー政府の管理のため、ノルウェー財務省が同社株式の34%を保有する筆頭株主に、次いで、第2位の株主に財団法人のSparebankstiftelsen DnB NORが10.03%保有している。 

## 事業領域

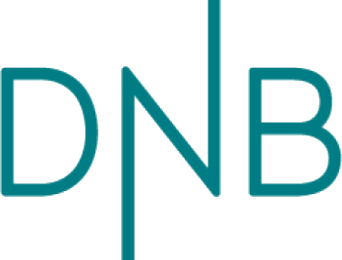
DNBのロゴ

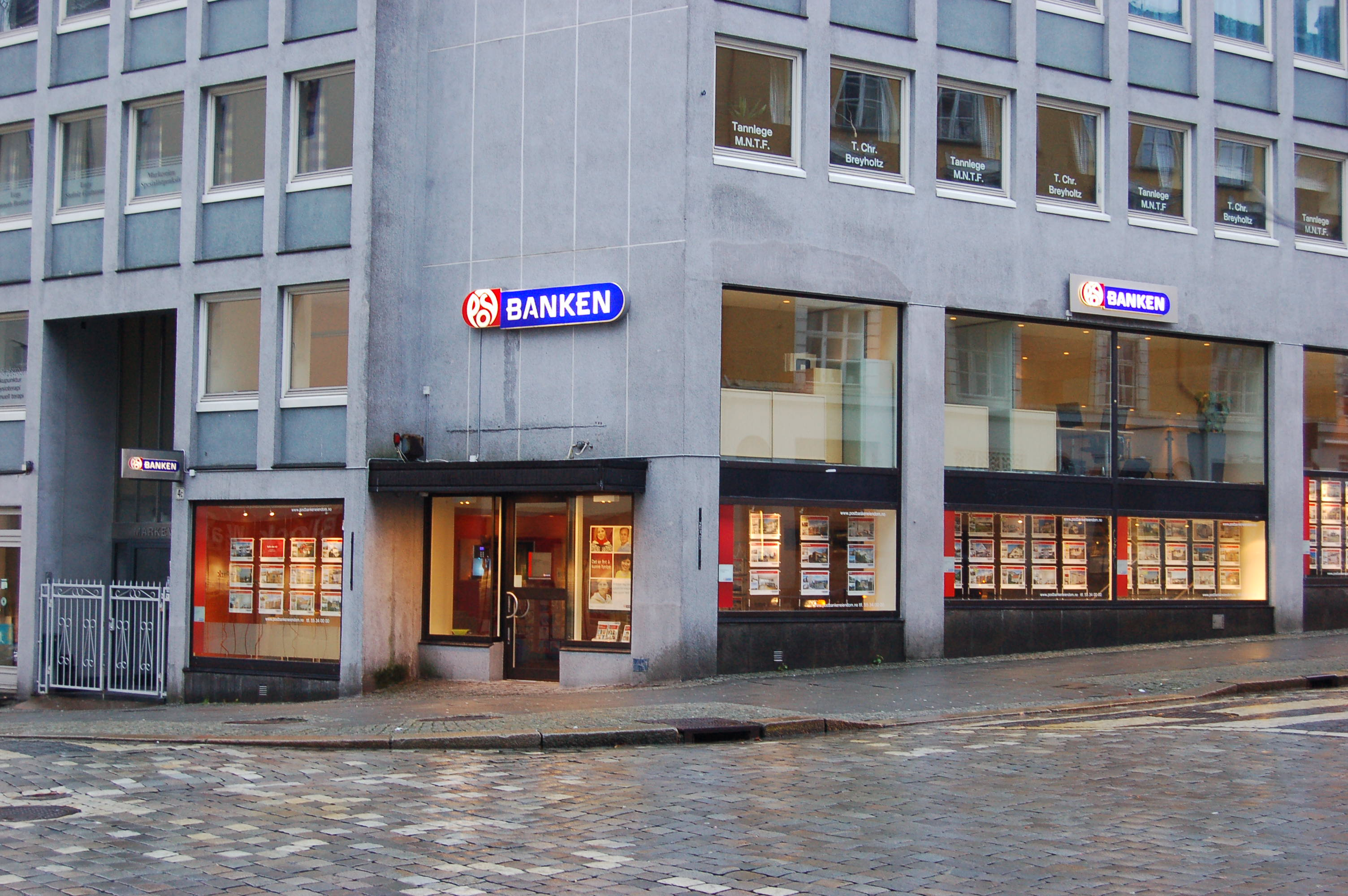
ベルゲンにあるPostbanken

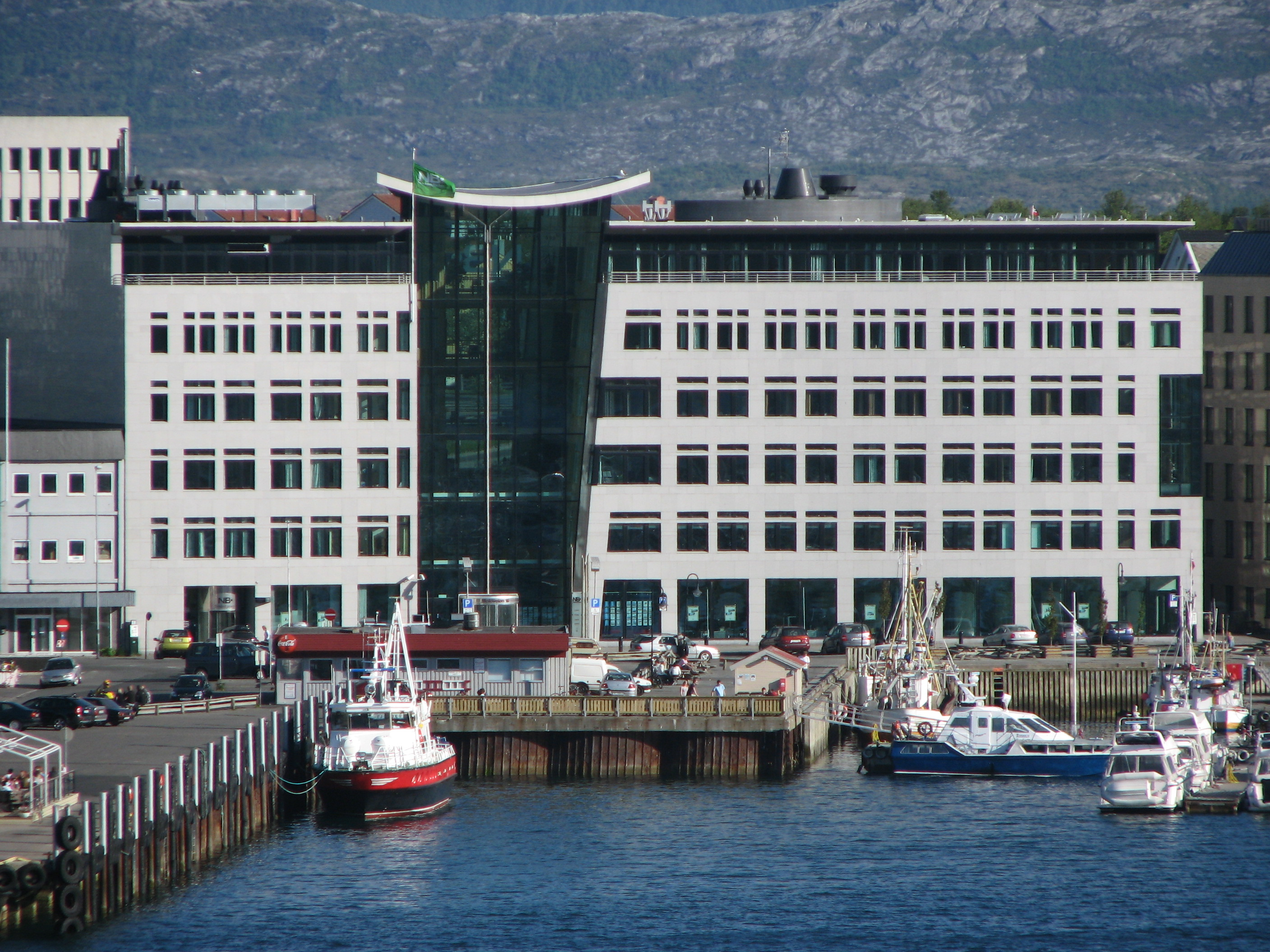
ボードーにあるNordlandsbankenの本社

DNB Bankはノルウェーいたるところに拠点を持っている。PostbankenとNordlandsbankenの二つはDnB NORの子会社ではあるが、双方とも独自のブランドとオフィスを持つ。PostbankenはPosten Norgeを通して事業を展開し、Nordlandsbankenはヌールラン県を中心に事業を展開する。
DNB BankはDNBグループ内最大の企業であり、ノルウェー最大の銀行である。企業やリテール、証券市場、地方公共団体向けに金融サービスを提供する。投資銀行のDnB NOR Market、クレジットカード会社のCresco、保険会社のVital、不動産会社のDnB NOR Eiendomと資産運用会社のDnB NOR Asset Managementがノルウェーとスウェーデンで事業を展開する。DnB NORはノルウェー国内最大の顧客数を誇り、約230万人の個人顧客、約20万社の法人顧客、約160万人のインターネットバンキングユーザー、約100万人の年金及び生命保険加入者、218のノルウェー国内の店舗網を持つ。
DNBの事業はノルウェーが中心であるものの、ノルウェーの経済が海運業およびエネルギー産業中心であることから、ヘルシンキ、コペンハーゲン、ハンブルク、ルクセンブルク、ロンドン、ニューヨーク、ヒューストン、上海、シンガポールに合わせて在外13支店を持つほか、スウェーデンには複数の支店を持つ。
デンマーク、フィンランド、ポーランド、エストニア、ラトビア、リトアニアにはDnB NORとドイツのNorddeutsche Landesbankの合弁会社であるDnB NORDがあり、DNBはDnB NORDの株式の51%を保有する。DnB NORDは約93万人の顧客と218の支店を持つ。 
DnB NORDは収益を増やすためにケイマン諸島にて資産を運用している。一例として、ノルウェー政府がソブリン・ウエルス・ファンドであるノルウェー政府年金基金の資産をラスベガスのカジノに投資するために約5億NOKをそこに移したことがある。

## 歴史
DNBの歴史は1822年にChristiania Sparebankが創業したことから始まる。Gjensidige（1847年設立）、Bergens Privatbank（1855年設立）、Den norske Creditbank（1857年設立）、Fellesbanken（1920年設立）、Bergens Kreditbank（1928年設立）といった複数の会社が源流となっているが、それらの企業を買収していき2003年に現在のグループを形成していった。